# Honda CR 250 R
Die Honda CR 250 R war ein allein für den Wettbewerb bestimmtes Geländemotorrad. Nach der deutschen StVO galt das Motorrad als „Sportgerät“, da für eine Straßenverkehrszulassung wichtige Anbauteile wie Blinker, Nummernschild, Abblendlicht und Tacho fehlen. Diverse Einzelabnahmen mit Lichtanlagen und Drosselsatz führten zur legitimen Straßenbenutzung.

## Charakteristik
Der Hubraum dieses Motorrads betrug 250 cm³. Der Motor der Honda CR 250 R war ein Zweitaktmotor mit einer Leistung von 58 PS. Diese Motorleistung ist für den Motocross-Sport verhältnismäßig hoch, so dass sie von vielen Fahrer gemieden wurde, da sie mit der „bissigen“ und „brachialen“ Kraft dieses Motorrads nicht umgehen möchten. Die CR-Baureihe von Honda ist vergleichbar zu anderen Motocross-Maschinen, wie zum Beispiel von Herstellern wie TM, KTM, Suzuki, Kawasaki oder Yamaha.

## Entwicklung
Die Ursprünge reichen zurück bis zur RC166, aus der in 1973 die CR 250 M hervorging. Dieses Modell war der Ursprung der ab 1978 verkauften CR 250 R. Das Grunddesign blieb über die Jahre hinweg gleich. Modelländerungen gab es 1980 (Optik), 1982 (Flüssigkeitskühlung des Motors), 1984 (Bremsanlage/Scheibenbremsen), 1990 (Optik und Federung von Shōwa), 1997 (Wechsel vom Stahl- zu Aluminiumrahmen), 2000 (Gewichtsreduzierung) und 2002 (Gewichtsreduzierung).
2007 stellte Honda die Produktion ein. Der Konzern hatte vorher angekündigt, aus Umweltschutzgründen die Produktion von Zweitaktern einzustellen. Davon war neben anderen Modellen auch die CR 250 M betroffen.

## Bedeutung
Auf dem europäischen Markt konnte das Modell nie die Bedeutung erlangen wie in den USA. Dort genießt sie einen gewissen Kultstatus. Fahrer wie der US-amerikanische Motocrossweltmeister Bob Hannah oder der in den US-Rennserien erfolgreiche Franzose Jean-Michel Bayle fuhren Titel auf der Honda ein. Nennenswerte Titel sind unter anderem die folgenden:
| Rennserie                  | Anzahl Titel |
| -------------------------- | ------------ |
| Supercross                 | 15           |
| AMA Motocross Championship | 12           |

## Varianten
Die 250er-Reihe war auch in einer Viertakt-Version erhältlich. Diese Version hieß CRF 250 L und hatte rund 37 PS.